# Donji Čemehovec
Donji Čemehovec – wieś w Chorwacji, w żupanii zagrzebskiej, w gminie Dubravica. W 2011 roku liczyła 38 mieszkańców.